# Championnat de Hongrie de football 1912-1913
Navigation
Saison précédente Saison suivante
La saison 1912-1913 du Championnat de Hongrie de football est la 12e édition du championnat de première division en Hongrie, la Nemzeti Bajnokság. Les dix meilleurs clubs de Budapest sont regroupés au sein d'une poule unique où ils se rencontrent deux fois au cours de la saison, à domicile et à l'extérieur. En fin de saison, le dernier du classement est relégué et remplacé par le meilleur club de II. Osztályú Bajnokság, la deuxième division hongroise.
C'est le Ferencváros TC, quadruple tenant du titre, qui termine à nouveau en tête du classement final du championnat, avec sept points d'avance sur le MTK Budapest. C'est le 8e titre de champion de Hongrie de l'histoire du club, qui réussit même le doublé en s'imposant en finale de la Coupe de Hongrie face au Budapest AC.

## Les clubs participants
| - Terézvárosi TC - Budapest TC - Ferencváros TC - Nemzeti SC - 33 FC - MTK Budapest - Magyar AC - Ujpest TE - Promu de II. Osztályú Bajnokság - Budapest AK - Törekvés SE |

## Compétition

### Classement
Le barème utilisé pour établir le classement est le suivant :
- Victoire : 2 points
- Match nul : 1 point
- Défaite, forfait ou abandon : 0 point

| Rang | Équipe                 | Pts | J  | G  | N | P  | Bp | Bc | Diff |
| ---- | ---------------------- | --- | -- | -- | - | -- | -- | -- | ---- |
| 1    | Ferencváros TC (T) (C) | 33  | 18 | 16 | 1 | 1  | 77 | 13 | +64  |
| 2    | MTK Budapest           | 26  | 18 | 12 | 2 | 4  | 50 | 18 | +32  |
| 3    | Budapest TC            | 24  | 18 | 10 | 4 | 4  | 27 | 13 | +14  |
| 4    | Magyar AC              | 24  | 18 | 12 | 0 | 6  | 39 | 24 | +15  |
| 5    | 33 FC                  | 19  | 18 | 8  | 3 | 7  | 35 | 33 | +2   |
| 6    | Budapest AK            | 18  | 18 | 7  | 4 | 7  | 32 | 39 | -7   |
| 7    | Törekvés SE            | 14  | 18 | 5  | 4 | 9  | 25 | 45 | -20  |
| 8    | Ujpest TE (P)          | 12  | 18 | 4  | 4 | 10 | 24 | 40 | -16  |
| 9    | Nemzeti SC             | 6   | 18 | 2  | 2 | 14 | 19 | 68 | -49  |
| 10   | Terézvárosi TC         | 4   | 18 | 1  | 2 | 15 | 22 | 57 | -35  |

|  | Vainqueur du championnat de Hongrie 1912-1913                                                    |
|  | Relégation directe en deuxième division                                                          |
|  | (T) Tenant du titre (C) : Vainqueur de la Coupe de Hongrie (P) : Promu de II. Osztályú Bajnokság |

## Bilan de la saison
| Championnat de Hongrie de football 1912-1913 |                           |
| Champion                                     | Ferencváros TC (8e titre) |
| Coupes et trophées                           |                           |
| Vainqueur de la Coupe de Hongrie 1912-1913   | Ferencváros TC            |
| Promotions et relégations                    |                           |
| Promus en Nemzeti Bajnokság                  | III. Kerületi TVE         |
| Relégués en II. Osztályú Bajnokság           | Terézvárosi TC            |